# Remo nos Jogos Olímpicos de Verão de 2024 - Skiff duplo masculino
A competição do skiff duplo masculino do remo nos Jogos Olímpicos de Verão de 2024 ocorreu entre 27 de julho e 1 de agosto de 2024 no Estádio Náutico de Vaires-sur-Marne, na Ilha de França. Um total de 26 remadores de 13 Comitês Olímpicos Nacionais (CON) participaram do evento.

## Qualificação
Cada CON poderia classificar um único barco (dois remadores) no skiff duplo masculino. Um total de 13 vagas estavam disponíveis.
- 11 pelo Campeonato Mundial de Remo de 2023;
- 2 pela regata final de qualificação olímpica.

## Formato
No skiff duplo cada barco é impulsionado por dois remadores. Por serem barcos parelhos, cada remador usa dois remos, um de cada lado do barco; isso contrasta com os barcos de pontas em que cada remador tem remos em apenas um lado. A competição consiste em rodadas e usa o formato de três fases. As finais são realizadas para determinar a colocação de cada barco (na final A são definidos os medalhistas). O percurso usa a distância de 2000 metros que se tornou o padrão olímpico em 1912.

## Calendário
Horário local (UTC+2)
| Dia         | Horário | Fase          |
| ----------- | ------- | ------------- |
| 27 de julho | 11:30   | Eliminatórias |
| 28 de julho | 10:20   | Repescagem    |
| 30 de julho | 11:10   | Semifinais    |
| 1 de agosto | 10:42   | Final B       |
| 1 de agosto | 11:30   | Final A       |

## Medalhistas
| Ouro   | ROU Andrei Cornea e Marian Enache   |
| Prata  | NED Melvin Twellaar e Stef Broenink |
| Bronze | IRL Daire Lynch e Philip Doyle      |

## Resultados

### Eliminatórias
Os três primeiros de cada bateria se classificam para as semifinais, enquanto os restantes disputam a repescagem.
Eliminatória 1
| Pos. | Raia | Remadores                       | CON                | Tempo   | Notas |
| ---- | ---- | ------------------------------- | ------------------ | ------- | ----- |
| 1    | 1    | Melvin Twellaar Stef Broenink   | NED Países Baixos  | 6:14.13 | Q     |
| 2    | 3    | Robbie Manson Jordan Parry      | NZL Nova Zelândia  | 6:16.41 | Q     |
| 3    | 2    | Sorin Koszyk Ben Davison        | USA Estados Unidos | 6:16.48 | Q     |
| 4    | 5    | Martin Mačković Nikolaj Pimenov | SRB Sérvia         | 6:17.36 | R     |
| 5    | 4    | Liu Zhiyu Adilijiang Sulitan    | CHN China          | 6:29.70 | R     |

Eliminatória 2
| Pos. | Raia | Remadores                      | CON         | Tempo   | Notas |
| ---- | ---- | ------------------------------ | ----------- | ------- | ----- |
| 1    | 4    | Andrei Cornea Marian Enache    | ROU Romênia | 6:16.47 | Q     |
| 2    | 2    | Martin Helseth Kjetil Borch    | NOR Noruega | 6:22.36 | Q     |
| 3    | 1    | Patrik Lončarić Anton Lončarić | CRO Croácia | 6:24.62 | Q     |
| 4    | 3    | Nicolò Carucci Matteo Sartori  | ITA Itália  | 6:48.77 | R     |

Eliminatória 3
| Pos. | Raia | Remadores                         | CON          | Tempo   | Notas |
| ---- | ---- | --------------------------------- | ------------ | ------- | ----- |
| 1    | 3    | Daire Lynch Philip Doyle          | IRL Irlanda  | 6:13.24 | Q     |
| 2    | 1    | Aleix García Rodrigo Conde        | ESP Espanha  | 6:16.17 | Q     |
| 3    | 2    | Hugo Boucheron Matthieu Androdias | FRA França   | 6:18.69 | Q     |
| 4    | 4    | Jonas Gelsen Marc Weber           | GER Alemanha | 6:25.15 | R     |

### Repescagem
Os três primeiros se classificam para as semifinais; os quarto colocados foram eliminados.
| Pos. | Raia | Remadores                       | CON          | Tempo   | Notas |
| ---- | ---- | ------------------------------- | ------------ | ------- | ----- |
| 1    | 3    | Martin Mačković Nikolaj Pimenov | SRB Sérvia   | 6:31.54 | Q     |
| 2    | 4    | Jonas Gelsen Marc Weber         | GER Alemanha | 6:34.59 | Q     |
| 3    | 1    | Liu Zhiyu Adilijiang Sulitan    | CHN China    | 6:39.06 | Q     |
| 4    | 2    | Nicolò Carucci Matteo Sartori   | ITA Itália   | 6:43.83 |       |

### Semifinais

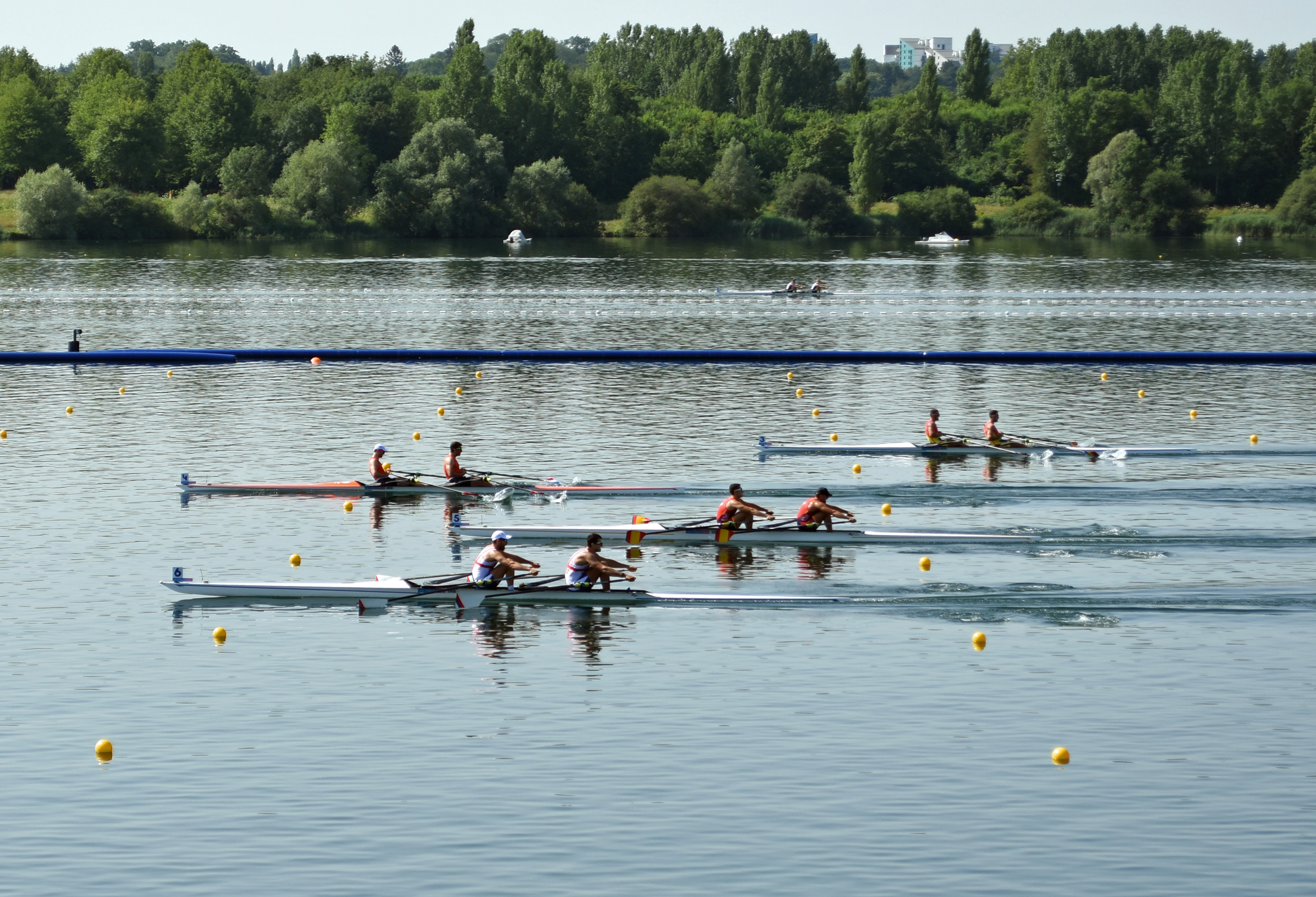
Barcos durante a primeira semifinal

Os três primeiros de cada bateria qualificam-se para a Final A, enquanto os restantes vão para a Final B (fora da chance por medalhas).
Semifinal A/B 1
| Pos. | Raia | Remadores                       | CON               | Tempo   | Notas |
| ---- | ---- | ------------------------------- | ----------------- | ------- | ----- |
| 1    | 4    | Melvin Twellaar Stef Broenink   | NED Países Baixos | 6:13.60 | FA    |
| 2    | 5    | Aleix García Rodrigo Conde      | ESP Espanha       | 6:14.91 | FA    |
| 3    | 3    | Andrei Cornea Marian Enache     | ROU Romênia       | 6:15.73 | FA    |
| 4    | 6    | Martin Mačković Nikolaj Pimenov | SRB Sérvia        | 6:17.35 | FB    |
| 5    | 1    | Liu Zhiyu Adilijiang Sulitan    | CHN China         | 6:38.82 | FB    |
| 6    | 2    | Patrik Lončarić Anton Lončarić  | CRO Croácia       | 6:49.51 | FB    |

Semifinal A/B 2
| Pos. | Raia | Remadores                         | CON                | Tempo   | Notas |
| ---- | ---- | --------------------------------- | ------------------ | ------- | ----- |
| 1    | 4    | Daire Lynch Philip Doyle          | IRL Irlanda        | 6:13.14 | FA    |
| 2    | 2    | Sorin Koszyk Ben Davison          | USA Estados Unidos | 6:14.19 | FA    |
| 3    | 3    | Robbie Manson Jordan Parry        | NZL Nova Zelândia  | 6:14.30 | FA    |
| 4    | 1    | Jonas Gelsen Marc Weber           | GER Alemanha       | 6:17.69 | FB    |
| 5    | 6    | Hugo Boucheron Matthieu Androdias | FRA França         | 6:19.35 | FB    |
| 6    | 5    | Martin Helseth Kjetil Borch       | NOR Noruega        | 6:20.27 | FB    |

### Finais
As regatas finais definem as posições de todos os remadores. Na Final A são decididos os medalhistas.
Final B
| Pos. | Raia | Remadores                         | CON          | Tempo   |
| ---- | ---- | --------------------------------- | ------------ | ------- |
| 7    | 4    | Martin Mačković Nikolaj Pimenov   | SRB Sérvia   | 6:13.85 |
| 8    | 5    | Hugo Boucheron Matthieu Androdias | FRA França   | 6:15.28 |
| 9    | 3    | Jonas Gelsen Marc Weber           | GER Alemanha | 6:15.17 |
| 10   | 6    | Martin Helseth Kjetil Borch       | NOR Noruega  | 6:17.51 |
| 11   | 2    | Liu Zhiyu Adilijiang Sulitan      | CHN China    | 6:21.98 |
| 12   | 1    | Patrik Lončarić Anton Lončarić    | CRO Croácia  | 6:26.04 |

Final A
| Pos.              | Raia | Remadores                     | CON                | Tempo   |
| ----------------- | ---- | ----------------------------- | ------------------ | ------- |
| Medalha de ouro   | 1    | Andrei Cornea Marian Enache   | ROU Romênia        | 6:12.58 |
| Medalha de prata  | 4    | Melvin Twellaar Stef Broenink | NED Países Baixos  | 6:13.92 |
| Medalha de bronze | 3    | Daire Lynch Philip Doyle      | IRL Irlanda        | 6:15.17 |
| 4                 | 5    | Sorin Koszyk Ben Davison      | USA Estados Unidos | 6:17.02 |
| 5                 | 2    | Aleix García Rodrigo Conde    | ESP Espanha        | 6:20.59 |
| 6                 | 6    | Robbie Manson Jordan Parry    | NZL Nova Zelândia  | 6:21.44 |